# Saison 2018 de l'Impact de Montréal
Maillots
Chronologie
Saison précédente Saison suivante
La saison 2018 de l'Impact de Montréal est la septième saison en Major League Soccer (D1 nord-américaine) de l'histoire du club.

## Résumé de la saison

### Pré-saison
Le 8 novembre 2017, Rémi Garde est nommé entraineur-chef de l'Impact de Montréal pour une durée de trois ans en vue de la saison 2018 de la Major League Soccer (MLS). L'une de ses premières décisions est de faire venir à ses côtés au poste d'entraineur des gardiens Joël Bats, avec qui il a longtemps collaboré à Lyon. L'équipe technique est ensuite complétée par d'autres anciens Lyonnais que sont Maxence Flachez et Robert Duverne.
L'intersaison est également marquée par un profond renouvellement de l'effectif qui ouvre une nouvelle ère : les départs de joueurs emblématiques comme Patrice Bernier, Hassoun Camara, Ambroise Oyongo, Blerim Džemaili sont compensés par les arrivées de Saphir Taïder, Zakaria Diallo ou Jeisson Vargas.
Alors qu'il lui reste un an de contrat, Laurent Ciman, très populaire auprès des partisans du club est échangé à la surprise générale contre Raheem Edwards et Jukka Raitala à la suite du repêchage d'expansion.  Cette décision est très commentée par les médias locaux et l'entourage du joueur rappelle que le club s'était engagé lors de la signature du joueur à ne pas le transférer durant son contrat.
Malgré le désir de Rémi Garde de le conserver, l'Impact de Montréal enregistre le départ au FC Barcelone du jeune espoir Ballou Jean-Yves Tabla, il s'agit de la première fois dans l'Histoire du soccer québécois qu'un joueur local rejoigne un club européen aussi prestigieux.
Le camp d'entrainement pour préparer la saison 2018 débute le 23 janvier et se déroule successivement à Miami, Las Vegas (où l'Impact participe à la série Soccer Spring Training  ) puis dans la région de Tampa. Un groupe de 31 joueurs, complété de joueurs de l'académie et de Ken Krolicki, le seul joueur repêché par l'Impact en 2018, participe au camp de Miami. Lors des cinq matchs de préparation, seule une défaite contre Philadelphie avec un effectif composé principalement de jeunes joueurs vient ternir une campagne préparatoire globalement positive qui a vu l'Impact de Montréal récolter trois victoires et un match nul. À l'issue du camp d'entraînement, Ken Krolicki signe un contrat avec le club, Michael Salazar et Thomas Meilleur-Giguère sont quant à eux prêtés au Fury d’Ottawa. À quelques jours du début de la saison, Zakaria Diallo, envisagé comme un élément clé de la défense montréalaise, se blesse sérieusement au tendon d’Achille et se retrouve écarté des terrains pour plusieurs mois.

### Saison régulière
L'Impact de Montréal entame la première saison de l'ère Rémi Garde par un échec 2 à 1 sur la pelouse du BC Place Stadium des Whitecaps de Vancouver. Le lendemain, l'équipe qui ne compte alors dans ses rangs qu'un seul défenseur central de métier apte à jouer est renforcée par l'arrivée de Rod Fanni, en provenance de l'Olympique de Marseille et alors âgé de 36 ans. Lors de la troisième journée et pour sa première à domicile au Stade Olympique, l'équipe montréalaise remporte sa première victoire contre son rival torontois.
L'équipe est renforcée au mois de mars par les arrivées de Rudy Camacho et Alejandro Silva mais, handicapé par de nombreuses blessures et suspensions, l'Impact de Montréal effectue son pire début de saison de son histoire en MLS, comptant 10 défaites en 13 journées. Le record d'inefficacité offensive d'une durée de 337 minutes et datant de la saison 2013 est battu lors la treizième journée et de la défaite 2 à 0 contre le Minnesota United . Rémi Garde alterne sans succès plusieurs formations et compositions d'équipe (le 5-3-2 et le 4-3-3) et incrimine tour à tour pour justifier les mauvais résultat : l'arbitrage de la MLS, le manque de profondeur, de talent et d'implication à l'entrainement de son effectif.
Pourtant, la double confrontation victorieuse contre Orlando à la fin du mois de juin marque un tournant dans la saison régulière. L'équipe évolue désormais en 4-2-3-1 avec Saphir Taider repositionné en milieu défensif  aux côtés de Samuel Piette, et enchaîne 4 victoires consécutives entre la 16e et la 19e journée. À l'issue de la 19e journée, l'Impact atteint la 6e place du classement de la conférence Est et est virtuellement qualifié pour les séries.
La fenêtre des transferts estivale est marquée par le transfert avorté de Jimmy Briand en provenance de l'EA Guinguamp. Alors que tout indique que la venue de l'international français est imminente, l'Impact interrompt les négociations. Le club par un communiqué reproche au joueur "des demandes supplémentaires importantes à la dernière minute" tandis que l'entourage de Briand explique que la franchise montréalaise a refusé de garantir contractuellement des avantages en nature dont bénéficierait le joueur (une voiture, un logement et les frais de scolarité de ses deux enfants). Dans une conférence de presse, Adam Braz explique ensuite que ces avantages ne pouvaient pas apparaitre dans le contrat du joueur dans la mesure où le plafond salarial imposé par la MLS était atteint. Les dernières heures du mercato voient l'Impact se séparer de Dominic Oduro et enregistrer la venue de Quincy Amarikwa, de Micheal Azira mais surtout du latéral droit international français Bacary Sagna. Ces trois joueurs s'intègrent rapidement au Onze de départ de Rémi Garde, qui aborde la course aux séries à une sixième place fragilisée par plusieurs matchs en avance sur son poursuivant le plus dangereux : le D.C. United. Lors de la 31e journée, l'Impact affronte lors d'un match décisif l'équipe de Washington qui depuis le début de l'été compte dans ses rangs Wayne Rooney et enchaîne les victoires. Cette confrontation se solde par une lourde défaite de l'Impact 5 à 0, la franchise montréalaise perd alors la main sur son destin dans la perspective de participer aux séries éliminatoires. Lors des 32e et 33e journées, les victoires face au Crew de Colombus et le Toronto FC permettent à l'Impact de revenir à deux points de Colombus et de la sixième place qualificative, Montréal aborde donc l'ultime journée de la saison régulière de la MLS encore en lice pour les séries, pour espérer se qualifier, il lui faut compter sur une victoire sur le terrain de la Révolution de la nouvelle Angleterre ainsi que sur un faux-pas du Crew de Colombus face au Minnesota.
Le 28 octobre, lors de cette dernière journée, l'Impact échoue une nouvelle fois à remporter un match décisif. L'équipe montréalaise s'incline1 à 0 contre le Révolution. Cette défaite n'a pas d'incidence sur le classement final dans la mesure où de son côté le Crew de Colombus se qualifie pour les séries en battant à domicile l'équipe le Minnesota UFC.
L'impact de Montréal termine donc sa saison à la septième place de la conférence Est et ne participe pas aux séries pour la deuxième fois consécutive. Après une première partie de saison catastrophique, les troupes de Rémi Garde ont réussi à fournir une deuxième partie de saison bien plus positive.

## Joueurs et encadrement technique

### Joueurs étrangers
L'Impact de Montréal dispose en 2018 de onze places de joueurs étrangers. En plus des huit sont allouées par la ligue à chaque équipe, une neuvième a été acquise auprès du Orlando City SC contre 100 000 $ d'allocation générale le 31 janvier 2018. Une dixième est acquise le 25 juillet 2018 aux Earthquakes de San Joseé contre 100 000 $ d'allocation générale. Une onzième place est achetée le 8 août aux Timbers de Portland en échange de 50 000 $ d'allocation générale.
| Place | Joueur          | Nationalité |
| ----- | --------------- | ----------- |
| 1     | Ignacio Piatti  | Argentine   |
| 2     | Víctor Cabrera  | Argentine   |
| 3     | Jukka Raitala   | Finlande    |
| 4     | Matteo Mancosu  | Italie      |
| 5     | Jeisson Vargas  | Chili       |
| 6     | Saphir Taïder   | Algérie     |
| 7     | Rod Fanni       | France      |
| 8     | Alejandro Silva | Uruguay     |
| 9     | Rudy Camacho    | France      |
| 10    | Zakaria Diallo  | France      |
| 11    | Bacary Sagna    | France      |

## Avant-saison

### Transferts
| Date                 | Nom                     | Nationalité | Poste                   | Modalité                                                               | Provenance/Destination              | Ligue            |
| Recrutement hivernal |                         |             |                         |                                                                        |                                     |                  |
| 8 novembre 2017      | Rémi Garde              | France      | Entraineur-chef         | Signature pour 3 ans                                                   | Libre                               |                  |
| 13 novembre 2017     | James Pantemis          | Canada      | Gardien de but          | Premier contrat MLS (HGP)                                              | Académie de l'Impact de Montréal    |                  |
| 13 novembre 2017     | Thomas Meilleur-Giguère | Canada      | Défenseur               | Premier contrat MLS (HGP)                                              | Ottawa Fury FC                      | USL              |
| 12 décembre 2017     | Raheem Edwards          | Canada      | Défenseur               | Échange contre Laurent Ciman                                           | Toronto FC via Los Angeles FC       | MLS              |
| 12 décembre 2017     | Jukka Raitala           | Finlande    | Défenseur               | Échange contre Laurent Ciman                                           | Columbus Crew via Los Angeles FC    | MLS              |
| 13 décembre 2017     | Clément Diop            | Sénégal     | Gardien de but          | Repêchage des joueurs disponibles (contrat de 2 ans signé le 09/01/18) | Los Angeles Galaxy                  | MLS              |
| 9 janvier 2018       | Jason Beaulieu          | Canada      | Gardien de but          | Contrat 1 an                                                           | New Mexico Lobos                    | NCAA             |
| 10 janvier 2018      | Robert Duverne          | France      | Préparateur physique    | Contrat simple                                                         | Racing Club de Lens                 | Ligue 2          |
| 10 janvier 2018      | Joël Bats               | France      | Entraineur des gardiens | Contrat simple                                                         | Olympique lyonnais                  | Ligue 1          |
| 10 janvier 2018      | Maxence Flachez         | France      | Entraineur adjoint      | Contrat simple                                                         | Libre                               |                  |
| 18 janvier 2018      | Michael Petrasso        | Canada      | Défenseur               | Signé libre (2 ans)                                                    | Queens Park Rangers                 | Championship     |
| 20 janvier 2018      | Zakaria Diallo          | France      | Défenseur central       | Signé libre (2 ans)                                                    | Stade brestois 29                   | Ligue 2          |
| 21 janvier 2018      | Ken Krolicki            | États-Unis  | Milieu de terrain       | 53e choix de la MLS SuperDraft (contrat signé le 28/02/18)             | Michigan State Spartans             | NCAA             |
| 22 janvier 2018      | Jeisson Vargas          | Chili       | Milieu de terrain       | Contrat 1 an (+ option 2½ ans)                                         | Club Deportivo Universidad Católica | Primera División |
| 22 janvier 2018      | Saphir Taïder           | Algérie     | Milieu de terrain       | Prêt                                                                   | Bologne FC                          | Serie A          |
| 5 mars 2018          | Rod Fanni               | France      | Défenseur               | Signé libre (6 mois + option 6 mois)                                   | Olympique de Marseille              | Ligue 1          |
| 17 mars 2018         | Rudy Camacho            | France      | Défenseur               | Transfert, Contrat de 4 ans                                            | Waasland-Beveren                    | Jupiler League   |
| 17 mars 2018         | Alejandro Silva         | Uruguay     | Attaquant               | Transfert, Contrat de 3 ans                                            | Club Atlético Lanús                 | Primera División |
| 5 avril 2018         | Shamit Shome            | Canada      | Milieu                  | Rappel de prêt                                                         | Fury d'Ottawa                       | USL              |
| 14 avril 2018        | Nick DePuy              | États-Unis  | Attaquant               | Retour de prêt anticipé (blessure)                                     | Fremad Amager                       | 1. division      |
| 7 juin 2018          | Michael Salazar         | Belize      | Milieu                  | Fin de prêt                                                            | Fury d'Ottawa                       | USL              |
| 17 juillet 2018      | Mathieu Choinière       | Canada      | Milieu de terrain       | Premier contrat MLS (HGP)                                              | Académie de l'Impact de Montréal    | USSDA            |
| 8 août 2018          | Quincy Amarikwa         | États-Unis  | Attaquant               | Échange contre Dominic Oduro                                           | San Jose Earthquakes                | MLS              |
| 8 août 2018          | Micheal Azira           | Ouganda     | Milieu défensif         | Échange contre un choix de 4e ronde lors des repêchages 2020           | Colorado Rapids                     | MLS              |
| 8 août 2018          | Bacary Sagna            | France      | Arrière droit           | Signé libre (6 mois et un an en option)                                | Benevento Calcio                    | Serie A          |
| Départs              |                         |             |                         |                                                                        |                                     |                  |
| 22 octobre 2017      | Patrice Bernier         | Canada      | Milieu de terrain       | Retraite sportive                                                      | Académie de l'Impact de Montréal    |                  |
| 23 octobre 2017      | Mauro Biello            | Canada      | Entraineur-chef         | Démis de ses fonctions                                                 |                                     |                  |
| 23 octobre 2017      | Jason DiTullio          | Canada      | Entraineur-adjoint      | Démis de ses fonctions                                                 |                                     |                  |
| 23 octobre 2017      | Yannick Girard          | France      | Préparateur physique    | Démis de ses fonctions                                                 |                                     |                  |
| 23 octobre 2017      | Jack Stern              | Angleterre  | Entraîneur des gardiens | Démis de ses fonctions                                                 | FC Cincinnati                       | USL              |
| 23 octobre 2017      | Ambroise Oyongo         | Cameroun    | Latéral gauche          | Fin de contrat                                                         | Montpellier HSC                     | Ligue 1          |
| 23 octobre 2017      | Hernán Bernardello      | Argentine   | Milieu défensif         | Fin de contrat                                                         | Newell's Old Boys                   | Primera División |
| 16 novembre 2017     | Hassoun Camara          | France      | Défenseur               | Retraite sportive                                                      |                                     |                  |
| 16 novembre 2017     | Eric Kronberg           | États-Unis  | Gardien de but          | Fin de contrat                                                         |                                     |                  |
| 16 novembre 2017     | Andrés Romero           | Argentine   | Milieu offensif         | Option de contrat non levée                                            | Retraite sportive                   |                  |
| 16 novembre 2017     | Shaun Francis           | Jamaïque    | Défenseur               | Option de contrat non levée                                            | Louisville FC                       | USL              |
| 12 décembre 2017     | Laurent Ciman           | Belgique    | Défenseur               | Échange contre Raheem Edwards et Jukka Raitala                         | Los Angeles FC                      | MLS              |
| 11 janvier 2018      | Blerim Džemaili         | Suisse      | Milieu de terrain       | Retour de prêt anticipé                                                | Bologne FC                          | Serie A          |
| 18 janvier 2018      | Deian Boldor            | Roumanie    | Défenseur central       | Soumis au ballotage                                                    | Hellas Vérone                       | Serie A          |
| 18 janvier 2018      | Wandrille Lefèvre       | Canada      | Défenseur               | Soumis au ballotage                                                    |                                     |                  |
| 21 janvier 2018      | Maxime Crépeau          | Canada      | Gardien de but          | Prêt (1 an)                                                            | Fury d'Ottawa                       | USL              |
| 25 janvier 2018      | Ballou Jean-Yves Tabla  | Canada      | Milieu de terrain       | Transfert                                                              | FC Barcelone B                      | LaLiga 2         |
| 31 janvier 2018      | Nick DePuy              | États-Unis  | Attaquant               | Prêt                                                                   | Fremad Amager                       | 1. division      |
| 28 février 2018      | Thomas Meilleur-Giguère | Canada      | Défenseur               | Prêt                                                                   | Fury d'Ottawa                       | USL              |
| 28 février 2018      | Michael Salazar         | Belize      | Milieu                  | Prêt                                                                   | Fury d'Ottawa                       | USL              |
| 20 mars 2018         | Shamit Shome            | Canada      | Milieu                  | Prêt                                                                   | Fury d'Ottawa                       | USL              |
| 22 juin 2018         | Marco Donadel           | Italie      | Milieu défensif         | Soumis au ballotage                                                    |                                     |                  |
| 17 juillet 2018      | Raheem Edwards          | Canada      | Milieu offensif         | Échange contre 400 000 $ d'allocation ciblée                           | Fire de Chicago                     | MLS              |
| 8 août 2018          | Dominic Oduro           | Ghana       | Ailier                  | Échange contre Quincy Amarikwa                                         | San Jose Earthquakes                | MLS              |
| 16 août 2018         | Nick DePuy              | États-Unis  | Buteur                  | Soumis au ballotage                                                    |                                     |                  |
| 31 août 2018         | Michael Petrasso        | Canada      | Défenseur               | Prêt                                                                   | Fury d'Ottawa                       | USL              |

## Saison 2018

### Major League Soccer 2018
| Match 1                 | Whitecaps de Vancouver | 2-1     | Impact de Montréal | BC Place, Vancouver                           |                                               |
| 4 mars 2018 15h00 (HNE) | Kei Kamara 63e · Alphonso Davies 70e | (0-0)   | 81e Matteo Mancosu | Spectateurs : 27 837 Arbitrage : Drew Fischer | Spectateurs : 27 837 Arbitrage : Drew Fischer |
| 4 mars 2018 15h00 (HNE) | Rapport |         | | Spectateurs : 27 837 Arbitrage : Drew Fischer | Spectateurs : 27 837 Arbitrage : Drew Fischer |
| 4 mars 2018 15h00 (HNE) | Marinovic - Nerwinski, Maund, Waston ( 37e), de Jong - Davies ( 81e Shea), Techera, Juárez ( 11e), Teibert, Reyna ( 75e Felipe) - Kamara ( 89e Blondell) | Équipes | Bush - Petrasso, Cabrera ( 32e), Raitala ( 78e Choinière), Lovitz - Piette, Taïder, Krolicki, Edwards ( 70e Vargas), Piatti - Mancosu ( 90+2e) | Spectateurs : 27 837 Arbitrage : Drew Fischer | Spectateurs : 27 837 Arbitrage : Drew Fischer |

| Match 2                  | Crew SC de Columbus                                                                                                   | 3-2     | Impact de Montréal                                                                                                   | Mapfre Stadium, Columbus                     |                                              |
| 10 mars 2018 13h00 (HNE) | Federico Higuain 12e (pen.) · Gyasi Zardes 15e · Gyasi Zardes 93e (pen.)                                              | (2-0)   | 59e Ignacio Piatti · 85e Raheem Edwards                                                                              | Spectateurs : 11 098 Arbitrage : Chris Penso | Spectateurs : 11 098 Arbitrage : Chris Penso |
| 10 mars 2018 13h00 (HNE) | Rapport |         | | Spectateurs : 11 098 Arbitrage : Chris Penso | Spectateurs : 11 098 Arbitrage : Chris Penso |
| 10 mars 2018 13h00 (HNE) | Steffen ( 51e) - Afful, Mensah, Abubakar, Valenzuela - Artur, Martínez ( 58e Argudo), Higuaín, Santos, Trapp - Zardes | Équipes | Bush - Petrasso, Cabrera, Raitala, Lovitz - Piette, Taïder, Krolicki ( 32e), Vargas ( 66e Edwards), Piatti - Mancosu | Spectateurs : 11 098 Arbitrage : Chris Penso | Spectateurs : 11 098 Arbitrage : Chris Penso |

| Match 3                  | Impact de Montréal | 1-0     | Toronto FC | Stade olympique, Montréal                      |                                                |
| 17 mars 2018 15h00 (HAE) | Jeisson Vargas 41e | (1-0)   | | Spectateurs : 26 005 Arbitrage : Robert Sibiga | Spectateurs : 26 005 Arbitrage : Robert Sibiga |
| 17 mars 2018 15h00 (HAE) | Rapport |         | | Spectateurs : 26 005 Arbitrage : Robert Sibiga | Spectateurs : 26 005 Arbitrage : Robert Sibiga |
| 17 mars 2018 15h00 (HAE) | Bush - Petrasso, Fanni, Cabrera ( 90+4e), Raitala, Lovitz - Piette ( 32e), Taïder, Krolicki ( 38e, 66e Béland-Goyette) - Vargas ( 53e, 84e Donadel ( 90+6e)), Piatti ( 90+4e Jackson-Hamel) | Équipes | Bono - Zavaleta, Moor, Hagglund ( 59e Delgado) - van der Wiel, Aketxe ( 59e Hasler), Bradley ( 35e), Osorio, Morgan ( 66e Auro) - Altidore, Giovinco | Spectateurs : 26 005 Arbitrage : Robert Sibiga | Spectateurs : 26 005 Arbitrage : Robert Sibiga |

| Match 4            | Seattle Sounders | 0-1     | Impact de Montréal | CenturyLink Field, Seattle                     |                                                |
| 31 mars 2018 (HAE) | | (0-0)   | Jeisson Vargas 60e | Spectateurs : 39 469 Arbitrage : Ismail Elfath | Spectateurs : 39 469 Arbitrage : Ismail Elfath |
| 31 mars 2018 (HAE) | Rapport |         | | Spectateurs : 39 469 Arbitrage : Ismail Elfath | Spectateurs : 39 469 Arbitrage : Ismail Elfath |
| 31 mars 2018 (HAE) | Frei - Marshall, Leerdam ( 40e), Torres ( 71e), Francis ( 84e Nouhou) - C. Roldan, Svensson, Bwana ( 74e A. Roldán), Eikrem ( 46e McCrary), Lodeiro - Bruin | Équipes | Bush - Duvall, Cabrera, Fanni, Raitala, Lovitz ( 41e) - Piette ( 83e), Taïder, Krolicki ( 48e, 81e Silva) - Piatti, Vargas ( 72e Jackson-Hamel) | Spectateurs : 39 469 Arbitrage : Ismail Elfath | Spectateurs : 39 469 Arbitrage : Ismail Elfath |

| Match 5                  | Revolution de la Nouvelle-Angleterre | 4-0     | Impact de Montréal | Gillette Stadium, Foxborough                        |                                                     |
| 6 avril 2018 19h30 (HAE) | Teal Bunbury 20e · Andrew Farrell 45+6e · Diego Fagundez 71e · Wilfried Zahibo 80e                                                               | (2-0)   | | Spectateurs : 10 908 Arbitrage : José Carlos Rivero | Spectateurs : 10 908 Arbitrage : José Carlos Rivero |
| 6 avril 2018 19h30 (HAE) | Rapport |         | | Spectateurs : 10 908 Arbitrage : José Carlos Rivero | Spectateurs : 10 908 Arbitrage : José Carlos Rivero |
| 6 avril 2018 19h30 (HAE) | Turner - Farrell, Dielna, Somi, Anibaba - Penilla, Fagundez ( 78e Németh), Caicedo ( 85e), Caldwell ( 65e Rowe), Zahibo - Bunbury ( 70e Agudelo) | Équipes | Bush - Silva, Fanni, Cabrera, Raitala ( 89e), Lovitz ( 72e Edwards) - Piette, Taïder ( 14e), Krolicki - Vargas ( 86e Oduro), Jackson-Hamel ( 55e Béland-Goyette) | Spectateurs : 10 908 Arbitrage : José Carlos Rivero | Spectateurs : 10 908 Arbitrage : José Carlos Rivero |

| Match 6                   | Red Bulls de New York | 3-1     | Impact de Montréal | Red Bull Arena, Harrison                            |                                                     |
| 14 avril 2018 13h00 (HAE) | Bradley Wright-Phillips 5e · Alejandro Romero Gamarra 57e · Michael Murillo 76e                                                               | (1-1)   | 33e Jeisson Vargas | Spectateurs : 15 017 Arbitrage : Armando Villarreal | Spectateurs : 15 017 Arbitrage : Armando Villarreal |
| 14 avril 2018 13h00 (HAE) | Rapport |         | | Spectateurs : 15 017 Arbitrage : Armando Villarreal | Spectateurs : 15 017 Arbitrage : Armando Villarreal |
| 14 avril 2018 13h00 (HAE) | Robles - Murillo, Long, Parker, Lawrence - Adams, Davis ( 87e Muyl), Valot, Gamarra ( 82e Rzatkowski), Royer - Wright-Phillips ( 78e Etienne) | Équipes | Bush - Duvall, Fanni ( 40e Lovitz), Cabrera, Camacho, Raitala - Piette, Silva, Krolicki ( 57e Béland-Goyette) - Vargas ( 66e Jackson-Hamel), Piatti | Spectateurs : 15 017 Arbitrage : Armando Villarreal | Spectateurs : 15 017 Arbitrage : Armando Villarreal |

| Match 7                   | Impact de Montréal | 3-5     | Los Angeles FC | Stade Saputo, Montréal                         |                                                |
| 21 avril 2018 13h00 (HAE) | Ignacio Piatti 9e · Ignacio Piatti 16e (pen.) · Ignacio Piatti 43e                                                                                          | (3-1)   | 24e Laurent Ciman · 52e Benny Feilhaber · 57e (csc) Jukka Raitala · 83e Carlos Vela · 89e Latif Blessing                                         | Spectateurs : 20 302 Arbitrage : Allen Chapman | Spectateurs : 20 302 Arbitrage : Allen Chapman |
| 21 avril 2018 13h00 (HAE) | Rapport |         | | Spectateurs : 20 302 Arbitrage : Allen Chapman | Spectateurs : 20 302 Arbitrage : Allen Chapman |
| 21 avril 2018 13h00 (HAE) | Bush - Duvall ( 85e Petrasso), Cabrera ( 31e), Camacho, Raitala, Lovitz - Piette, Silva ( 84e, 85e Mancosu), Taïder - Vargas ( 80e Krolicki), Piatti ( 25e) | Équipes | Miller ( 15e) - Harvey ( 68e Gaber), Jakovic ( 46e Blessing), Ciman, Zimmerman, Beitashour - Feilhaber, Kaye ( 75e Atuesta) - Rossi, Ureña, Vela | Spectateurs : 20 302 Arbitrage : Allen Chapman | Spectateurs : 20 302 Arbitrage : Allen Chapman |

| Match 8                   | Atlanta United FC | 4-1     | Impact de Montréal | Mercedes-Benz Stadium, Atlanta                   |                                                  |
| 28 avril 2018 13h00 (HAE) | Miguel Almirón 70e (pen.) · Kevin Kratz 78e · Miguel Almirón 84e · Kevin Kratz 90+4e                                                                                     | (0-1)   | 13e Saphir Taïder | Spectateurs : 45 039 Arbitrage : Hilario Grajeda | Spectateurs : 45 039 Arbitrage : Hilario Grajeda |
| 28 avril 2018 13h00 (HAE) | Rapport |         | | Spectateurs : 45 039 Arbitrage : Hilario Grajeda | Spectateurs : 45 039 Arbitrage : Hilario Grajeda |
| 28 avril 2018 13h00 (HAE) | Guzan - McCann, González Pirez ( 56e), Parkhurst - Nagbe, Garza ( 59e, 75e Kratz), Larentowicz ( 46e Villalba), Gressel - Barco ( 88e Escobar), Martínez, Almirón ( 81e) | Équipes | Bush ( 60e) - Duvall ( 68e), Camacho, Raitala, Lovitz - Piette ( 35e), Krolicki ( 85e Jackson-Hamel), Taïder ( 83e) - Silva ( 90e Oduro), Vargas ( 78e Petrasso), Piatti | Spectateurs : 45 039 Arbitrage : Hilario Grajeda | Spectateurs : 45 039 Arbitrage : Hilario Grajeda |

| Match 9                | Impact de Montréal | 4-2     | Revolution de la Nouvelle-Angleterre | Stade Saputo, Montréal                            |                                                   |
| 5 mai 2018 13h00 (HAE) | Anthony Jackson-Hamel 45+2e · Anthony Jackson-Hamel 52e · Raheem Edwards 65e · Ignacio Piatti 68e                                                    | (1-0)   | 78e Wilfried Zahibo · 86e Wilfried Zahibo | Spectateurs : 15 622 Arbitrage : Baldomero Toledo | Spectateurs : 15 622 Arbitrage : Baldomero Toledo |
| 5 mai 2018 13h00 (HAE) | Rapport |         | | Spectateurs : 15 622 Arbitrage : Baldomero Toledo | Spectateurs : 15 622 Arbitrage : Baldomero Toledo |
| 5 mai 2018 13h00 (HAE) | Bush - Duvall ( 38e), Cabrera, Raitala, Lovitz - Piette, Silva, Taïder - Piatti ( 75e Petrasso), Jackson-Hamel ( 66e Vargas), Edwards ( 85e Mancosu) | Équipes | Turner - Farrell ( 71e Bye), Anibaba, Dielna, Somi ( 70e Rowe) - Zahibo, Agudelo ( 34e Németh), Caicedo ( 59e), Fagundez ( 90+1e), Penilla - Bunbury | Spectateurs : 15 622 Arbitrage : Baldomero Toledo | Spectateurs : 15 622 Arbitrage : Baldomero Toledo |

| Match 10               | Chicago Fire | 1-0     | Impact de Montréal | Toyota Park, Bridgeview                       |                                               |
| 9 mai 2018 20h30 (HAE) | Kevin Ellis 89e | (0-0)   | | Spectateurs : 10 067 Arbitrage : Sorin Stoica | Spectateurs : 10 067 Arbitrage : Sorin Stoica |
| 9 mai 2018 20h30 (HAE) | Rapport |         | | Spectateurs : 10 067 Arbitrage : Sorin Stoica | Spectateurs : 10 067 Arbitrage : Sorin Stoica |
| 9 mai 2018 20h30 (HAE) | Sánchez - Vincent ( 66e), Lillard, Kappelhof, Ellis - Katai, Schweinsteiger, McCarty, Adams ( 70e, 82e Johnson) - Gordon ( 61e Collier), Nikolic ( 72e Campos) | Équipes | Bush - Petrasso ( 65e), Fanni, Raitala, Lovitz - Piette, Silva ( 73e Béland-Goyette), Taïder ( 90e Mancosu) - Piatti, Jackson-Hamel ( 78e Oduro), Edwards | Spectateurs : 10 067 Arbitrage : Sorin Stoica | Spectateurs : 10 067 Arbitrage : Sorin Stoica |

| Match 11                | Impact de Montréal | 0-2     | Union de Philadelphie | Stade Saputo, Montréal                       |                                              |
| 12 mai 2018 15h00 (HAE) | | (0-1)   | 43e Cory Burke · 88e Haris Medunjanin | Spectateurs : 17 140 Arbitrage : Kevin Stott | Spectateurs : 17 140 Arbitrage : Kevin Stott |
| 12 mai 2018 15h00 (HAE) | Rapport |         | | Spectateurs : 17 140 Arbitrage : Kevin Stott | Spectateurs : 17 140 Arbitrage : Kevin Stott |
| 12 mai 2018 15h00 (HAE) | Bush - Petrasso ( 83e Oduro), Fanni, Raitala, Lovitz ( 67e) - Piette ( 77e), Silva ( 65e), Taïder - Piatti, Jackson-Hamel, Edwards ( 81e Mancosu) | Équipes | Blake - Rosenberry, McKenzie ( 71e), Trusty, Gaddis - Medunjanin, Bedoya, Epps ( 75e Accam), Dočkal ( 63e Creavalle), Picault ( 90+6e Fabinho) - Burke ( 58e) | Spectateurs : 17 140 Arbitrage : Kevin Stott | Spectateurs : 17 140 Arbitrage : Kevin Stott |

| Match 12                | Impact de Montréal | 0-1     | Los Angeles Galaxy | Stade Saputo, Montréal                         |                                                |
| 21 mai 2018 15h00 (HAE) | | (0-0)   | 75e Ola Kamara | Spectateurs : 20 801 Arbitrage : Ismail Elfath | Spectateurs : 20 801 Arbitrage : Ismail Elfath |
| 21 mai 2018 15h00 (HAE) | Rapport |         | | Spectateurs : 20 801 Arbitrage : Ismail Elfath | Spectateurs : 20 801 Arbitrage : Ismail Elfath |
| 21 mai 2018 15h00 (HAE) | Bush - Petrasso ( 41e), Donadel ( 68e), Raitala ( 71e), Duvall ( 64e Jackson-Hamel) - Piette, Silva ( 75e Vargas), Krolicki, Taïder, Edwards - Piatti | Équipes | Bingham ( 87e) - Klimenta, Ciani, Skjelvik, Romney - Kitchen ( 37e), Lletget ( 22e, 64e Pontius), Alessandrini ( 64e Boateng), J. dos Santos, Kamara ( 90+1e Hilliard-Arce) - Ibrahimović ( 41e) | Spectateurs : 20 801 Arbitrage : Ismail Elfath | Spectateurs : 20 801 Arbitrage : Ismail Elfath |

| Match 13                | Minnesota United FC | 2-0     | Impact de Montréal | TCF Bank Stadium, Minneapolis               |                                             |
| 27 mai 2018 20h30 (HAE) | Christian Ramirez 52e · Miguel Ibarra 58e | (0-0)   | | Spectateurs : 21 331 Arbitrage : Alan Kelly | Spectateurs : 21 331 Arbitrage : Alan Kelly |
| 27 mai 2018 20h30 (HAE) | Rapport |         | | Spectateurs : 21 331 Arbitrage : Alan Kelly | Spectateurs : 21 331 Arbitrage : Alan Kelly |
| 27 mai 2018 20h30 (HAE) | Shuttleworth - Miller, Boxall, Calvo ( 44e), Mears - Schüller, Ibson ( 90e Pangop), Ibarra, Quintero ( 81e Danladi),Gómez ( 20e) - Ramirez ( 76e Martin) | Équipes | Bush - Duvall, Fanni, Raitala, Lovitz - Piette, Silva ( 57e Krolicki), Taïder - Piatti,Mancosu ( 71e Jackson-Hamel), Edwards ( 20e) | Spectateurs : 21 331 Arbitrage : Alan Kelly | Spectateurs : 21 331 Arbitrage : Alan Kelly |

| Match 14                | Impact de Montréal | 1-0     | Houston Dynamo | Stade Saputo, Montréal                         |                                                |
| 2 juin 2018 19h30 (HAE) | Jeisson Vargas 44e | (1-0)   | | Spectateurs : 17 512 Arbitrage : Robert Sibiga | Spectateurs : 17 512 Arbitrage : Robert Sibiga |
| 2 juin 2018 19h30 (HAE) | Rapport |         | | Spectateurs : 17 512 Arbitrage : Robert Sibiga | Spectateurs : 17 512 Arbitrage : Robert Sibiga |
| 2 juin 2018 19h30 (HAE) | Bush - Lovitz, Raitala, Fanni, Duvall - Taïder, Piette, Piatti, Vargas ( 62e Krolicki), Edwards ( 65e) - Jackson-Hamel ( 75e Silva) | Équipes | Willis - Beasley, Leonardo, K. Garcia, Lundqvist ( 69e) - Gil ( 33e, 63e Manotas), Bird, Ó. García - Elis ( 29e, 80e Martínez ( 84e)), Rodriguez, Álvarez ( 58e Quioto) | Spectateurs : 17 512 Arbitrage : Robert Sibiga | Spectateurs : 17 512 Arbitrage : Robert Sibiga |

| Match 15                | FC Dallas | 2-0     | Impact de Montréal | Toyota Stadium, Frisco                        |                                               |
| 9 juin 2018 20h00 (HAE) | Matteo Mancosu 5e (csc) · Mauro Díaz 18e (pen.) | (2-0)   | | Spectateurs : 13 506 Arbitrage : Nima Saghafi | Spectateurs : 13 506 Arbitrage : Nima Saghafi |
| 9 juin 2018 20h00 (HAE) | Rapport |         | | Spectateurs : 13 506 Arbitrage : Nima Saghafi | Spectateurs : 13 506 Arbitrage : Nima Saghafi |
| 9 juin 2018 20h00 (HAE) | Gonzalez ( 90+2e) - Hedges, Cannon, Ziegler, Hollingshead - Gruezo ( 25e, 46e Ulloa), Acosta, Lamah ( 64e Mosquera ( 73e Akindele)) - Díaz, Urruti, Barrios | Équipes | Bush - Duvall ( 22e), Fanni, Camacho ( 77e), Lovitz ( 90+4e) - Piette, Krolicki ( 82e Oduro), Taïder - Vargas,Mancosu ( 71e Jackson-Hamel), Silva ( 66e Edwards) | Spectateurs : 13 506 Arbitrage : Nima Saghafi | Spectateurs : 13 506 Arbitrage : Nima Saghafi |

| Match 16                 | Impact de Montréal | 3-0     | Orlando City SC | Stade Saputo, Montréal                              |                                                     |
| 13 juin 2018 19h30 (HAE) | Ignacio Piatti 5e (pen.) · Amro Tarek 55e (csc) · Ignacio Piatti 90+2e                                                                     | (1-0)   | | Spectateurs : 15 621 Arbitrage : Armando Villarreal | Spectateurs : 15 621 Arbitrage : Armando Villarreal |
| 13 juin 2018 19h30 (HAE) | Rapport |         | | Spectateurs : 15 621 Arbitrage : Armando Villarreal | Spectateurs : 15 621 Arbitrage : Armando Villarreal |
| 13 juin 2018 19h30 (HAE) | Bush - Duvall, Fanni, Rudy Camacho, Lovitz - Piette, Taïder, Edwards ( 62e Silva), Vargas ( 33e Krolicki), Piatti - Mancosu ( 81e Raitala) | Équipes | Bendik - Tarek, Spector, Allen, Rocha - Higuita ( 19e, 57e Villarreal), Colman ( 68e Mueller), Meram ( 70e Pinho), Rosell ( 49e), Kljestan - Dwyer ( 17e) | Spectateurs : 15 621 Arbitrage : Armando Villarreal | Spectateurs : 15 621 Arbitrage : Armando Villarreal |

| Match 17                 | Orlando City SC | 0-2     | Impact de Montréal | Orlando City Stadium, Orlando                 |                                               |
| 23 juin 2018 19h30 (HAE) | | (0-1)   | Lamine Sané 13e (csc) · Ignacio Piatti 84e                                                                                           | Spectateurs : 23 498 Arbitrage : Drew Fischer | Spectateurs : 23 498 Arbitrage : Drew Fischer |
| 23 juin 2018 19h30 (HAE) | Rapport |         | | Spectateurs : 23 498 Arbitrage : Drew Fischer | Spectateurs : 23 498 Arbitrage : Drew Fischer |
| 23 juin 2018 19h30 (HAE) | Bendik - Spector, Sané, Tarek ( 62e Mueller) - Johnson, Rosell, Kljestan( 58e, 66e Sutter), Toia ( 74e PC) - Colman, Dwyer, Meram | Équipes | Bush - Duvall ( 77e Cabrera), Fanni, Camacho, Lovitz - Piette, Krolicki ( 84e Shome), Taïder - Piatti, Mancosu ( 65e Edwards), Silva | Spectateurs : 23 498 Arbitrage : Drew Fischer | Spectateurs : 23 498 Arbitrage : Drew Fischer |

| Match 18                 | Impact de Montréal | 2-0     | Sporting Kansas City | Stade Saputo, Montréal                     |                                            |
| 30 juin 2018 19h00 (HAE) | Ignacio Piatti 54e · Alejandro Silva 70e (pen.) | (0-0)   | | Spectateurs : 16 142 Arbitrage : Ted Unkel | Spectateurs : 16 142 Arbitrage : Ted Unkel |
| 30 juin 2018 19h00 (HAE) | Rapport |         | | Spectateurs : 16 142 Arbitrage : Ted Unkel | Spectateurs : 16 142 Arbitrage : Ted Unkel |
| 30 juin 2018 19h00 (HAE) | Bush - Duvall ( 46e), Fanni, Rudy Camacho, Lovitz - Piette ( 38e Shome), Krolicki ( 19e), Taïder - Piatti, Mancosu ( 60e Raitala), Silva ( 90e Edwards) | Équipes | Melia - Zusi, Opara ( 69e), Besler, Lindsey ( 74e Rubio) - Espinoza, Sánchez, Croizet ( 68e, 83e Kuzain) - Russell, Sallói, Fernandes ( 57e Shelton) | Spectateurs : 16 142 Arbitrage : Ted Unkel | Spectateurs : 16 142 Arbitrage : Ted Unkel |

| Match 19                   | Impact de Montréal | 2-0     | Colorado Rapids | Stade Saputo, Montréal                         |                                                |
| 7 juillet 2018 19h30 (HAE) | Saphir Taïder 55e · Saphir Taïder 56e                                                                                       | (0-0)   | 78e Dominique Badji | Spectateurs : 16 030 Arbitrage : Allen Chapman | Spectateurs : 16 030 Arbitrage : Allen Chapman |
| 7 juillet 2018 19h30 (HAE) | Rapport |         | | Spectateurs : 16 030 Arbitrage : Allen Chapman | Spectateurs : 16 030 Arbitrage : Allen Chapman |
| 7 juillet 2018 19h30 (HAE) | Bush - Duvall, Fanni, Raitala, Lovitz - Piette, Krolicki, Taïder ( 78e Shome) - Piatti, Mancosu ( 67e Jackson-Hamel), Silva | Équipes | Howard - Sjöberg, Ford, Smith, Wilson ( 90+3e) - Wynne, Price, Blomberg ( 87e Gashi) - Mason ( 70e McBean), Nicholson, Boli ( 50e Badji) | Spectateurs : 16 030 Arbitrage : Allen Chapman | Spectateurs : 16 030 Arbitrage : Allen Chapman |

| Match 20                    | New York City FC | 3-0     | Impact de Montréal | Yankee Stadium, New York                    |                                             |
| 11 juillet 2018 19h00 (HAE) | Jesús Medina 60e · Ronald Matarrita 65e · Jonathan Lewis 76e                                                                                            | (0-0)   | | Spectateurs : 18 706 Arbitrage : Alan Kelly | Spectateurs : 18 706 Arbitrage : Alan Kelly |
| 11 juillet 2018 19h00 (HAE) | Rapport |         | | Spectateurs : 18 706 Arbitrage : Alan Kelly | Spectateurs : 18 706 Arbitrage : Alan Kelly |
| 11 juillet 2018 19h00 (HAE) | Johnson - Tinnerholm ( 21e), Ibeagha, Callens, Sweat - Ring ( 81e Awuah), Ofori, Moralez, Medina, Wallace ( 62e Matarrita) - McNamara ( 11e, 67e Lewis) | Équipes | Bush - Raitala, Cabrera, Fanni, Petrasso - Piette ( 82e Krolicki), Taïder, Shome - Piatti, Jackson-Hamel ( 59e Silva), Edwards ( 23e, 59e Lovitz) | Spectateurs : 18 706 Arbitrage : Alan Kelly | Spectateurs : 18 706 Arbitrage : Alan Kelly |

| Match 21                    | Impact de Montréal | 2-0     | San José Earthquakes | Stade Saputo, Montréal                         |                                                |
| 14 juillet 2018 19h30 (HAE) | Saphir Taïder 8e · Ignacio Piatti 74e                                                                                                   | (1-0)   | | Spectateurs : 15 485 Arbitrage : Joe Dickerson | Spectateurs : 15 485 Arbitrage : Joe Dickerson |
| 14 juillet 2018 19h30 (HAE) | Rapport |         | | Spectateurs : 15 485 Arbitrage : Joe Dickerson | Spectateurs : 15 485 Arbitrage : Joe Dickerson |
| 14 juillet 2018 19h30 (HAE) | Bush - Duvall ( 63e Petrasso), Camacho, Raitala, Lovitz - Piette, Krolicki ( 37e), Taïder - Piatti, Mancosu ( 72e Vargas), Silva ( 85e) | Équipes | Tarbell - Jungwirth, Cummings, Lima ( 59e), Salinas - Godoy ( 26e, 41e Alashe ( 46e Ockford)), Yueill, Hyka ( 77e Thompson), Qazaishvili - Wondolowski ( 90e), Hoesen | Spectateurs : 15 485 Arbitrage : Joe Dickerson | Spectateurs : 15 485 Arbitrage : Joe Dickerson |

| Match 22                    | Portland Timbers | 2-2     | Impact de Montréal | Providence Park, Portland                      |                                                |
| 21 juillet 2018 23h00 (HAE) | Samuel Armenteros 39e · Diego Valeri 65e                                                                                         | (1-2)   | 23e Saphir Taïder (Silva ) · 41e Matteo Mancosu (Piatti )                                                                                         | Spectateurs : 21 144 Arbitrage : Fotis Bazakos | Spectateurs : 21 144 Arbitrage : Fotis Bazakos |
| 21 juillet 2018 23h00 (HAE) | Rapport |         | | Spectateurs : 21 144 Arbitrage : Fotis Bazakos | Spectateurs : 21 144 Arbitrage : Fotis Bazakos |
| 21 juillet 2018 23h00 (HAE) | Attinella - Powell, Cascante, Mabiala, Valentin - Flores, Paredes ( 68e Polo), Valeri, Olum, Blanco ( 87e Asprilla) - Armenteros | Équipes | Bush - Raitala, Camacho ( 36e Cabrera), Fanni, Lovitz - Piette ( 19e), Shome ( 89e M. Choinière), Taïder - Piatti, Mancosu, Silva ( 86e Petrasso) | Spectateurs : 21 144 Arbitrage : Fotis Bazakos | Spectateurs : 21 144 Arbitrage : Fotis Bazakos |

| Match 23                    | Impact de Montréal | 1-2     | Atlanta United FC | Stade Saputo, Montréal                           |                                                  |
| 28 juillet 2018 19h00 (HAE) | (Silva ) Ignacio Piatti 87e | (0-1)   | 31e Josef Martínez (Villalba ) · 57e Josef Martínez | Spectateurs : 19 064 Arbitrage : Hilario Grajeda | Spectateurs : 19 064 Arbitrage : Hilario Grajeda |
| 28 juillet 2018 19h00 (HAE) | Rapport |         | | Spectateurs : 19 064 Arbitrage : Hilario Grajeda | Spectateurs : 19 064 Arbitrage : Hilario Grajeda |
| 28 juillet 2018 19h00 (HAE) | Bush - Raitala ( 84e Petrasso), Fanni, Camacho, Lovitz - Piette, Taïder ( 65e M. Choinière), Krolicki ( 88e Vargas) - Silva, Mancosu, Piatti | Équipes | Guzan - Escobar ( 23e), Parkhurst ( 77e), González Pirez, McCann - Remedi, Larentowicz, Gressel, Almirón, Villalba ( 90+2e Kratz) - Martínez ( 84e Vázquez) | Spectateurs : 19 064 Arbitrage : Hilario Grajeda | Spectateurs : 19 064 Arbitrage : Hilario Grajeda |

| Match 24                | Impact de Montréal | 1-1     | DC United | Stade Saputo, Montréal                         |                                                |
| 4 août 2018 19h30 (HAE) | Matteo Mancosu 5e | (1-0)   | 70e Yamil Asad (Acosta ) | Spectateurs : 19 152 Arbitrage : Ismail Elfath | Spectateurs : 19 152 Arbitrage : Ismail Elfath |
| 4 août 2018 19h30 (HAE) | Rapport |         | | Spectateurs : 19 152 Arbitrage : Ismail Elfath | Spectateurs : 19 152 Arbitrage : Ismail Elfath |
| 4 août 2018 19h30 (HAE) | Bush - Petrasso, Camacho, Fanni, Raitala - Piette, Krolicki ( 82e Vargas), Taïder - Piatti ( 2e), Mancosu ( 78e Jackson-Hamel), Silva | Équipes | Ousted - Fisher, Opare, Birnbaum ( 78e), Mora - Canouse ( 75e, 90+3e Durkin), Stieber ( 67e Arriola), Moreno, Acosta, Asad - Rooney | Spectateurs : 19 152 Arbitrage : Ismail Elfath | Spectateurs : 19 152 Arbitrage : Ismail Elfath |

| Match 25                 | Real Salt Lake | 1-1     | Impact de Montréal | Rio Tinto Stadium, Sandy                     |                                              |
| 11 août 2018 22h00 (HAE) | Joao Plata 26e (pen.) | (1-0)   | 55e Jukka Raitala (Silva ) | Spectateurs : 18 901 Arbitrage : Chris Penso | Spectateurs : 18 901 Arbitrage : Chris Penso |
| 11 août 2018 22h00 (HAE) | Rapport |         | | Spectateurs : 18 901 Arbitrage : Chris Penso | Spectateurs : 18 901 Arbitrage : Chris Penso |
| 11 août 2018 22h00 (HAE) | Rimando - Herrera ( 84e Saucedo), Lennon, Glad, Besler - Rusnák, Kreilach, Savarino, Plata, Beckerman - Baird ( 74e, 80e Silva) | Équipes | Bush - Raitala, Cabrera, Camacho, Lovitz ( 66e) - Piette, Taïder, Krolicki ( 84e Azira) - Silva, Mancosu ( 67e Amarikwa), Piatti | Spectateurs : 18 901 Arbitrage : Chris Penso | Spectateurs : 18 901 Arbitrage : Chris Penso |

| Match 26                 | Impact de Montréal | 2-1     | Chicago Fire | Stade Saputo, Montréal                            |                                                   |
| 18 août 2018 19h30 (HAE) | Ignacio Piatti 6e · Daniel Lovitz 90+1e | (1-0)   | 70e Nemanja Nikolić | Spectateurs : 18 831 Arbitrage : Baldomero Toledo | Spectateurs : 18 831 Arbitrage : Baldomero Toledo |
| 18 août 2018 19h30 (HAE) | Rapport |         | | Spectateurs : 18 831 Arbitrage : Baldomero Toledo | Spectateurs : 18 831 Arbitrage : Baldomero Toledo |
| 18 août 2018 19h30 (HAE) | Bush - Sagna ( 68e), Fanni, Camacho ( 24e), Lovitz - Piette, Taïder, Krolicki ( 67e Azira) - Silva ( 82e Vargas), Mancosu ( 62e Amarikwa), Piatti | Équipes | R. Sánchez - Kappelhof, Schweinsteiger, Vincent - Hasler, McCarty ( 80e), Mihailovic ( 59e Leeuw), Corrales ( 41e) - Edwards, Katai ( 64e Bronico), Nikolić ( 88e Conner) | Spectateurs : 18 831 Arbitrage : Baldomero Toledo | Spectateurs : 18 831 Arbitrage : Baldomero Toledo |

| Match 27                 | Toronto FC | 3-1     | Impact de Montréal | BMO Field, Toronto                           |                                              |
| 25 août 2018 20h00 (HAE) | ( Morrow) Sebastian Giovinco 7e · ( Osorio) Sebastian Giovinco 22e · ( Janson) Jonathan Osorio 29e                                              | (3-1)   | 30e Alejandro Silva (Taïder )                                                                                            | Spectateurs : 27 294 Arbitrage : Mark Geiger | Spectateurs : 27 294 Arbitrage : Mark Geiger |
| 25 août 2018 20h00 (HAE) | Rapport |         | | Spectateurs : 27 294 Arbitrage : Mark Geiger | Spectateurs : 27 294 Arbitrage : Mark Geiger |
| 25 août 2018 20h00 (HAE) | Bono - Morrow, Moor, Zavaleta, van der Wiel - Bradley, Delgado, Osorio, Vázquez ( 62e Morgan) - Janson ( 78e Ricketts), Giovinco ( 73e Chapman) | Équipes | Bush - Sagna 63e, Fanni, Camacho, Lovitz - Piette, Azira, Krolicki ( 46e Amarikwa) - Silva ( 58e Vargas), Taïder, Piatti | Spectateurs : 27 294 Arbitrage : Mark Geiger | Spectateurs : 27 294 Arbitrage : Mark Geiger |

| Match 28                       | Impact de Montréal                                                                                    | 3-0     | Red Bulls de New York | Stade Saputo, Montréal                        |                                               |
| 1er septembre 2018 19h30 (HAE) | ( Taïder) Rod Fanni 30e · ( Raitala,Lovitz) Bacary Sagna 38e · ( Silva) Ignacio Piatti 90+3e          | (2-0)   | | Spectateurs : 18 458 Arbitrage : Jair Marrufo | Spectateurs : 18 458 Arbitrage : Jair Marrufo |
| 1er septembre 2018 19h30 (HAE) | Rapport                                                                                               |         | | Spectateurs : 18 458 Arbitrage : Jair Marrufo | Spectateurs : 18 458 Arbitrage : Jair Marrufo |
| 1er septembre 2018 19h30 (HAE) | Bush - Lovitz, Raitala, Fanni, Sagna - Taïder, Piette, Azira - Piatti, Amarikwa ( 78e Mancosu), Silva | Équipes | Robles - Lawrence, Long, Escobar, Lade ( 58e Murillo) - Davis ( 62e White), Rzatkowski, Royer, Romero Gamarra, Etienne ( 67e Muyl), Valot, Gamarra - Wright-Phillips | Spectateurs : 18 458 Arbitrage : Jair Marrufo | Spectateurs : 18 458 Arbitrage : Jair Marrufo |

| Match 29                      | Union de Philadelphie | 1-4     | Impact de Montréal | Talen Energy Stadium, Chester                       |                                                     |
| 15 septembre 2018 19h30 (HAE) | ( Dočkal) Auston Trusty 11e | (1-2)   | 28e Alejandro Silva (Piatti ) · 39e Saphir Taïder · 63e Quincy Amarikwa (Lovitz ) · 76e Alejandro Silva (Piatti )                                 | Spectateurs : 18 024 Arbitrage : Armando Villarreal | Spectateurs : 18 024 Arbitrage : Armando Villarreal |
| 15 septembre 2018 19h30 (HAE) | Rapport |         | | Spectateurs : 18 024 Arbitrage : Armando Villarreal | Spectateurs : 18 024 Arbitrage : Armando Villarreal |
| 15 septembre 2018 19h30 (HAE) | Blake - Trusty, Elliott ( 42e), Rosenberry, Gaddis - Bedoya, Dočkal ( 72e Jones), Sapong ( 64e Herbers), Picault, Medunjanin - Burke ( 56e, 80e Accam) | Équipes | Bush - Sagna, Fanni, Camacho, Lovitz - Piette, Azira, Taïder ( 87e Krolicki) - Silva ( 21e), Amarikwa ( 71e Raitala), Piatti ( 80e Jackson-Hamel) | Spectateurs : 18 024 Arbitrage : Armando Villarreal | Spectateurs : 18 024 Arbitrage : Armando Villarreal |

| Match 30                      | Impact de Montréal | 1-1     | New York City FC | Stade Saputo, Montréal                        |                                               |
| 22 septembre 2018 19h30 (HAE) | ( Piatti) Micheal Azira 27e                                                                                            | (1-1)   | 17e (csc) Rudy Camacho | Spectateurs : 20 801 Arbitrage : Nima Saghafi | Spectateurs : 20 801 Arbitrage : Nima Saghafi |
| 22 septembre 2018 19h30 (HAE) | Rapport |         | | Spectateurs : 20 801 Arbitrage : Nima Saghafi | Spectateurs : 20 801 Arbitrage : Nima Saghafi |
| 22 septembre 2018 19h30 (HAE) | Bush - Sagna, Fanni, Camacho, Lovitz - Piette, Azira ( 49e), Taïder ( 90+3e) - Silva, Amarikwa ( 74e Mancosu), Piatti, | Équipes | Johnson - Tinnerholm, Chanot ( 78e), Callens ( 57e), Sweat - Moralez, Ring, Amagat ( 71e Tajouri-Shradi) - Berget ( 64e Ofori), Villa, Matarrita ( 79e, 81e Castellanos) | Spectateurs : 20 801 Arbitrage : Nima Saghafi | Spectateurs : 20 801 Arbitrage : Nima Saghafi |

| Match 31                      | DC United | 5-0     | Impact de Montréal | Audi Field, Washington                     |                                            |
| 29 septembre 2018 19h00 (HAE) | ( Asad) Luciano Acosta 17e · ( Acosta) Wayne Rooney 48e · ( Acosta) Paul Arriola 61e · ( Acosta) Paul Arriola 78e · Wayne Rooney 82e  | (1-0)   | | Spectateurs : 20 573 Arbitrage : Ted Unkel | Spectateurs : 20 573 Arbitrage : Ted Unkel |
| 29 septembre 2018 19h00 (HAE) | Rapport |         | | Spectateurs : 20 573 Arbitrage : Ted Unkel | Spectateurs : 20 573 Arbitrage : Ted Unkel |
| 29 septembre 2018 19h00 (HAE) | Hamid - Brillant, Mora, Fisher ( 55e Ellis), Birnbaum - Moreno, Acosta, Arriola ( 83e Mattocks), Canouse, Asad ( 69e Segura) - Rooney | Équipes | Bush - Sagna, Fanni, Camacho, Lovitz - Piette, Azira ( 64e Vargas), Taïder - Silva, Amarikwa, Piatti ( 71e M. Choinière) | Spectateurs : 20 573 Arbitrage : Ted Unkel | Spectateurs : 20 573 Arbitrage : Ted Unkel |

| Match 32                   | Impact de Montréal | 3-0     | Columbus Crew SC | Stade Saputo, Montréal                      |                                             |
| 6 octobre 2018 15h00 (HAE) | Saphir Taïder 32e (pen.) · ( Taïder) Alejandro Silva 45e · ( Taïder) Ignacio Piatti 59e                                         | (2-0)   | | Spectateurs : 19 015 Arbitrage : Alan Kelly | Spectateurs : 19 015 Arbitrage : Alan Kelly |
| 6 octobre 2018 15h00 (HAE) | Rapport |         | | Spectateurs : 19 015 Arbitrage : Alan Kelly | Spectateurs : 19 015 Arbitrage : Alan Kelly |
| 6 octobre 2018 15h00 (HAE) | Bush - Sagna, Fanni, Raitala, Lovitz - Piette, Azira ( 61e), Taïder - Silva ( 84e Duvall), Amarikwa, Piatti ( 76e M. Choinière) | Équipes | Steffen - Afful, Mensah ( 90e), Williams ( 89e Hansen), Valenzuela - Artur, Higuaín, Meram ( 69e Grella), Santos ( 45+2e, 70e Mullins), Trapp - Zardes | Spectateurs : 19 015 Arbitrage : Alan Kelly | Spectateurs : 19 015 Arbitrage : Alan Kelly |

| Match 33                    | Impact de Montréal                                                                                            | 2-0     | Toronto FC | Stade Saputo, Montréal                            |                                                   |
| 21 octobre 2018 15h00 (HAE) | Ignacio Piatti 74e (pen.) · ( Silva) Ignacio Piatti 89e                                                       | (0-0)   | | Spectateurs : 19 684 Arbitrage : Baldomero Toledo | Spectateurs : 19 684 Arbitrage : Baldomero Toledo |
| 21 octobre 2018 15h00 (HAE) | Rapport |         | | Spectateurs : 19 684 Arbitrage : Baldomero Toledo | Spectateurs : 19 684 Arbitrage : Baldomero Toledo |
| 21 octobre 2018 15h00 (HAE) | Bush - Sagna ( 38e), Fanni, Camacho, Raitala - Piette, Azira, Taïder - Silva, Amarikwa ( 78e Cabrera), Piatti | Équipes | Bono - van der Wiel, Mavinga, Morgan ( 77e Telfer) - Auro, Delgado ( 85e Ricketts), Bradley, Chapman ( 69e Zavaleta), Osorio ( 45e) - Janson, Giovinco | Spectateurs : 19 684 Arbitrage : Baldomero Toledo | Spectateurs : 19 684 Arbitrage : Baldomero Toledo |

| Match 34                    | Revolution de la Nouvelle-Angleterre | 1-0     | Impact de Montréal                                                                                                  | Gillette Stadium, Foxborough                        |                                                     |
| 28 octobre 2018 16h30 (HAE) | Diego Fagúndez 74e | (0-0)   | | Spectateurs : 28 832 Arbitrage : Armando Villarreal | Spectateurs : 28 832 Arbitrage : Armando Villarreal |
| 28 octobre 2018 16h30 (HAE) | Rapport |         | | Spectateurs : 28 832 Arbitrage : Armando Villarreal | Spectateurs : 28 832 Arbitrage : Armando Villarreal |
| 28 octobre 2018 16h30 (HAE) | Turner - Mlinar, Bye, Mancienne, Herivaux ( 64e Farrell ( 84e)) - Penilla, Fagúndez ( 75e), Agudelo, Rowe ( 69e, 83e Zahibo ( 89e)), Caicedo - Bunbury ( 46e Wright) | Équipes | Bush - Sagna, Fanni, Raitala, Lovitz - Piette, Azira, Taïder ( 90+2e) - Silva, Amarikwa ( 67e M. Choinière), Piatti | Spectateurs : 28 832 Arbitrage : Armando Villarreal | Spectateurs : 28 832 Arbitrage : Armando Villarreal |

### Championnat canadien de soccer 2018

#### Demi-finale
| Demi-finale - match aller   | Impact de Montréal | 1-0     | Vancouver Whitecaps FC | Stade Saputo, Montréal   |                          |
| 18 juillet 2018 19h30 (HAE) | Alejandro Silva 58e | (0-0)   | | Arbitrage : Yusri Rudolf | Arbitrage : Yusri Rudolf |
| 18 juillet 2018 19h30 (HAE) | Rapport |         | | Arbitrage : Yusri Rudolf | Arbitrage : Yusri Rudolf |
| 18 juillet 2018 19h30 (HAE) | Diop - Petrasso ( 38e Raitala), Camacho, Cabrera, Lovitz - Piette, Krolicki, Taïder ( 86e M. Choinière) - Vargas, Jackson-Hamel ( 71e Piatti), Silva | Équipes | Marinović - Maund, Ghazal, Levis ( 74e Ibini-Isei), Nerwinski - Shea ( 87e), Techera, Norman ( 41e, 71e Franklin), Teibert - Blondell ( 59e Hurtado), Mezquida | Arbitrage : Yusri Rudolf | Arbitrage : Yusri Rudolf |

| Demi-finale - match retour  | Vancouver Whitecaps FC | 2-0     | Impact de Montréal | BC Place, Vancouver                           |                                               |
| 25 juillet 2018 22h00 (HAE) | (Nerwinski ) Yordy Reyna 19e · Kei Kamara 60e (pen.) | (1-0)   | | Spectateurs : 19 267 Arbitrage : David Barrie | Spectateurs : 19 267 Arbitrage : David Barrie |
| 25 juillet 2018 22h00 (HAE) | Rapport |         | | Spectateurs : 19 267 Arbitrage : David Barrie | Spectateurs : 19 267 Arbitrage : David Barrie |
| 25 juillet 2018 22h00 (HAE) | Marinović - Henry ( 33e), Nerwinski, Waston ( 21e), de Jong - Ghazal ( 76e Juárez), Shea, Techera ( 88e Mezquida), Teibert - Kamara ( 79e Blondell), Reyna | Équipes | Diop - Lovitz ( 63e Silva ( 65e)), Raitala, Fanni, Cabrera, Petrasso - Piette ( 90+1e), Taïder, Shome ( 85e Krolicki) - Vargas, Mancosu ( 64e Piatti) | Spectateurs : 19 267 Arbitrage : David Barrie | Spectateurs : 19 267 Arbitrage : David Barrie |

## Match amical
| Cap City Cup           | Ottawa Fury FC | 0-1     | Impact de Montréal | Stade TD Place, Ottawa |                     |
| 7 septembre 2018 19h00 | | (0-1)   | 36e Clément Bayiha | Spectateurs : 6 321    | Spectateurs : 6 321 |
| 7 septembre 2018 19h00 | Rapport |         | | Spectateurs : 6 321    | Spectateurs : 6 321 |
| 7 septembre 2018 19h00 | Irving - Malonga, Vilfort, Manesio ( 45e), Edward - Sanon ( 45e Reid), Haber ( 45e Lawson), Luboyera ( 66e Gagnon-Laparé), de Freitas ( 73e N. Garcia) - Balbinotti ( 45e Jackson), Samb ( 77e R. Garcia) | Équipes | Diop ( 64e Pantemis) - Camacho ( 64e Silva), Cabrera, Diallo, Duvall ( 64e Sagna) - Shome, Krolicki, M. Choinière ( 77e), Bayiha ( 64e Lovitz) - Mancosu ( 64e Amarikwa), Jackson-Hamel | Spectateurs : 6 321    | Spectateurs : 6 321 |

## Classement des buteurs et passeurs

### Meilleurs buteurs
|   | Buteur                | MLS | ACS | Total |
| - | --------------------- | --- | --- | ----- |
| 1 | Ignacio Piatti        | 16  | 0   | 16    |
| 2 | Alejandro Silva       | 7   | 1   | 8     |
| 3 | Saphir Taider         | 5   | 0   | 5     |
| 4 | Jeisson Vargas        | 4   | 0   | 4     |
| 5 | Matteo Mancosu        | 3   | 0   | 3     |
| 6 | Anthony Jackson-Hamel | 2   | 0   | 2     |
| 6 | Raheem Edwards        | 2   | 0   | 2     |
| 8 | Daniel Lovitz         | 1   | 0   | 1     |
| 8 | Jukka Raitala         | 1   | 0   | 1     |
| 8 | Rod Fanni             | 1   | 0   | 1     |
| 8 | Micheal Azira         | 1   | 0   | 1     |
| 8 | Bacary Sagna          | 1   | 0   | 1     |
| 8 | Quincy Amarikwa       | 1   | 0   | 1     |
|   | 14 buteurs            | 45  | 1   | 46    |

### Meilleurs passeurs
Source
|   | Passeur         | MLS | ACS | Total |
| - | --------------- | --- | --- | ----- |
| 1 | Ignacio Piatti  | 13  | 0   | 13    |
| 2 | Alejandro Silva | 11  | 0   | 11    |
| 3 | Saphir Taider   | 8   | 0   | 8     |
| 4 | Daniel Lovitz   | 5   | 0   | 5     |
| 5 | Samuel Piette   | 3   | 0   | 3     |
| 6 | Jukka Raitala   | 2   | 0   | 2     |
| 7 | Matteo Mancosu  | 1   | 0   | 1     |
| 7 | Chris Duvall    | 1   | 0   | 1     |
|   | 7 passeurs      | 44  | 0   | 44    |